# عوهه

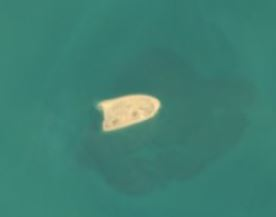
تصویر ماهواره ای از جزیره عوهه در خلیج فارس

عوهه یکی از جزیره‌های خلیج فارس متعلق به کشور کویت است.
جزیره «عوهه» با طول ۸۰۰ متر و عرض ۵۴۰ متر ، مساحت آن حدود ۳۴ هکتار است و در ۱۶ کیلومتری جنوب شرقی جزیره فیلاکا و ۴۱ کیلومتری سالمیا واقع شده است. جزیره عوهه جزیره کوچکی است در فاصله کمی از خاور جزیرهٔ فَیلَکه.